# Andreas Reinke
Andreas Reinke (Krakow am See, 10 de enero de 1969), ex futbolista alemán que jugaba en la demarcación de portero.

## Biografía
Aunque sus primeros pasos los dio como delantero, en sus años como juvenil pasó a ponerse bajo los palos. Inició su carrera profesional en el Hamburgo SV, tras lo cual pasó al FC St. Pauli y más tarde al 1. FC Kaiserslautern, equipo en el que jugó durante seis años y con el que ganó una Bundesliga y una Copa de Alemania. En la temporada 1998/99 llegó a ser considerado el mejor portero de Alemania. En esta etapa se ganó la fama de portero excéntrico al lucir melena y bigote, y lanzar los penalties de su equipo.
Tras pasar una temporada en Grecia jugando en el Iraklis, llegó a España en la temporada 2001/02 para jugar en el Real Murcia de la Segunda División. Su juego fue irregular durante esa campaña, pero en la siguiente fue una de las piezas claves en el ascenso del equipo a la Primera División y, aparte de marcar un gol de penalty, fue el portero menos goleado de todo el fútbol profesional en España, tras recibir 21 goles en 40 partidos.
Regresó a Alemania para jugar con el Werder Bremen, con el que logró de nuevo en 2004 la Bundesliga y la Copa de Alemania. En 2006, durante un partido de la Bundesliga, sufrió un golpe que le ocasionó múltiples fracturas en el cráneo, que hicieron que se llegase a temer por su vida. Tras la recuperación, permaneció en el Werder Bremen hasta el final de la temporada 2006/07, tras la cual se retiró.
Como entrenador de porteros ha estado a cargo de la selección de Alemania sub-21 y en el Hansa Rostock desempeñando estas funciones.

## Trayectoria
- Hamburgo SV: 1991-1993.
- FC St. Pauli: 1993-1994.
- 1. FC Kaiserslautern: 1994-2000.
- Iraklis: 2000-2001.
- Real Murcia: 2001-2003.
- SV Werder Bremen: 2003-2007.

## Palmarés

### Campeonatos nacionales
- Fussball Bundesliga:
  - 1 con el 1. FC Kaiserslautern: 1998.
  - 1 con el Werder Bremen: 2004.

- Copa de Alemania:
  - 1 con el 1. FC Kaiserslautern: 1996.
  - 1 con el Werder Bremen: 2004.

### Distinciones individuales
- 1 Trofeo Zamora de la Segunda División (Real Murcia, temporada 2002-2003).